# قاموس السير الوطنية
قاموس السير الوطنية (بالإنجليزية: (DNB)) هو عمل قياسي مرجعي للشخصيات النبيلة من التاريخ البريطاني، نشر عام 1885. والنسخة المطورة هي قاموس اوكسفورد للسير الوطنية (ODNB) نشر في 23 سبتمبر/أيلول 2004 يتكون من 60 مجلداً وتم نشره على الانترنيت ايضاً.
في العام 1996 نشرت جامعة لندن نسخة مصححة من القاموس..

## السلسلة الأولى
تسعى إلى محاكاة مجموعات السير الوطنية التي نشرت في أوروبا، مثل سيرة دويتشه ألجماينه (1875)، في عام 1882 الناشر جورج سميث (1824-1901)من شركة سميث، إلدر وشركاه، خطط لقاموس شامل يشمل مقالات السيرة للأفراد من تاريخ العالم. وقد نهج ليزلي ستيفن، رئيس تحرير مجلة كورنهيل، التي يملكها سميث، ليصبح محرراً. ستيفن أقنع سميث ان القاموس ينبغي أن يركز على مواضيع من المملكة المتحدة والمستعمرات الحالية والسابقة لها فقط. كان عنوان الكتاب في بداية العمل «البيوغرفيا البريطانية»، اسم عمل مرجعي سابق يعود إلى القرن الثامن عشر. المجلد الأول من معجم السير الوطنية ظهرت في 1 يناير 1885. وفي مايو عام 1891، ليزلي ستيفن استقال من منصب رئيس التحرير. سيدني لي، مساعد محرر ستيفن من بداية المشروع، خلفه كمحرر. وقد قام فريق متخصص من المحررين المساعدين والباحثين بالعمل مع ستيفن ولي، جامعين بذلك مجموعة متنوعة من المواهب من الصحفيين المخضرمين للعلماء الشباب الذين قطعوا أسنانهم الأكاديمية على المقالات القاموسية في وقت كان البحث التاريخي للدراسات العليا في الجامعات البريطانية لا يزال في مهده. في حين أن الكثير من القاموس كان يُكتب في المنزل، لكن الDNB اعتمد في كتابته أيضاً على المساهمين الخارجيين، الذين كان من بينهم العديد من الكتاب والعلماء المحترمين في أواخر القرن التاسع عشر. ظهرت مجلدات متتالية كل ثلاثة أشهر مع الالتزام بالمواعيد التام حتى منتصف الصيف عام 1900، عندما أغلقت السلسلة مع المجلد ال63.

## المكملات والتنقيحات
بما أن إطار الكتاب شمل الشخصيات المتوفاة فقط، فتوسع القاموس بعد وهلة ليشمل ثلاث مجلدات مكملة، مغطيةً الشخصيات التي توفت بين عامي 1885 و 1900, وكذلك شملت أولئك الذين تم التغاضي عنهم في السلسلة الأبجدية الأصلية. المكملات الثلاث جمعوا مجمل الأعمال الممتدة إلى تاريخ وفاة فيكتوريا ملكة المملكة المتحدة في 22 يناير/كانون الثاني 1901. وكذلك تم إضافة مجموعة من التصحيحات.
بعد إطلاق مجلداً من الأخطاء المطبعية في عام 1904, تم إطلاق نسخة جديدة من القاموس مرفقة بتنقيحات ثانوية متكونة من 22 مجلد في 1908 و 1909؛ بعنوان يذكر بانه يغطي التاريخ البريطاني «منذ بدايات التاريخ حتى عام 1900». في محتوى طبعة 1911 ذكر في موسوعة بريتانيكا، ان القاموس قد «وضح سجلات أحداث البريطانيين الخاصة», بتوفير أكثر من مجرد ملخص عن حياة النبلاء المتوفين، بل مضافاً لها قوائم من المصادر التي لا تقدر بثمن بالنسبة للباحثين في وقت كانت فيه المكتبات ومجاميع النصوص قد نشرت فهارس ومؤشرات، وإنتاج المؤشرات للأدباء المعاصرين كانت لا تزال في بدايتها. وخلال القرن العشرين، المزيد من المجلدات تم نشرها حول هؤلاء الذين توفوا، عموماً كانت تنشر كل نهاية عقد، وفي عام 1912 بدأ لي بإضافة مجلداً مكملاً يغطي هؤلاء الذين توفوا بين 1901 و 1911. القاموس تم نقله لاحقاً من الناشر الأصلي، سميث، ايلدر وشركاه، إلى مطبعة جامعة أكسفورد في عام 1917. حتى عام 1996, مطبعة جامعة أكسفورد استمرت بإضافة المزيد من المجلدات المكلمة التي تعرض مقالات عن الشخصيات الذين توفوا خلال القرن العشرين.
المجلدات المكملة نُشرت في الفترة بين عامي 1912 و 1996 شملت ما يقارب 6,000 من حياة الأشخاص الذين توفوا في القرن العشرين حتى توسعت لتشمل 29,120 حياة ضمن 63 مجلداً من النسخة الأصلية لقاموس السير الوطنية. في عام 1993 نشر مجلداً يحتوي على السير الناقصة في الطبعات السابقة. وهذا المجلد وحده كان يحوي 1000 حياة إضافية، مختارة من حوالي 100,000 اقتراح. وهذه لم يكن الهدف منها استبدال أي من المقالات الموجودة مسبقاً في القاموس الأصلي، مع العلم أن العمل الأصلي كان مكتوباً من وجهة النظر الفكتورية والتي أصبحت منتهية الصلاحية وذلك للتغير الجاري في التقييم التاريخي واكتشافات معلومات جديدة خلال القرن العشرين. بناء على ذلك، القاموس أصبح شيئاً فشيئاً اقل فائدة كعمل مرجعي في عام 1996, جامعة لندن نشرت مجلداً من التصحيحات المتراكمة من نشرة «معهد البحوث التاريخية».

## روابط خارجية
- قاموس السير الوطنية على موقع الموسوعة البريطانية (الإنجليزية)